# Église Saint-Michel-Archange de Smolensk
L'église Saint-Michel-Archange ou Saint-Michel-Archange (Svirskaïa) (en russe : Церковь Михаила Архангела (Свирская)) est un édifice religieux orthodoxe situé dans la ville de Smolensk en Russie. Cette église ouvre, par son style, une nouvelle période pour l'architecture de cette ville, qui jusque-là avait suivi le style en vigueur dans la métropole de Kiev, imposé par les princes qui y règnaient. C'est un édifice de l'époque pré-mongole de la Rus' comme deux autres églises de Smolensk : l'église Saints-Pierre-et-Paul-sur-Gorodianka et l'église Saint-Jean l'Évangéliste . C'est un maître architecte de Polotsk qui est venu l'ériger là où se trouvait la résidence du prince David Rostislavitch.

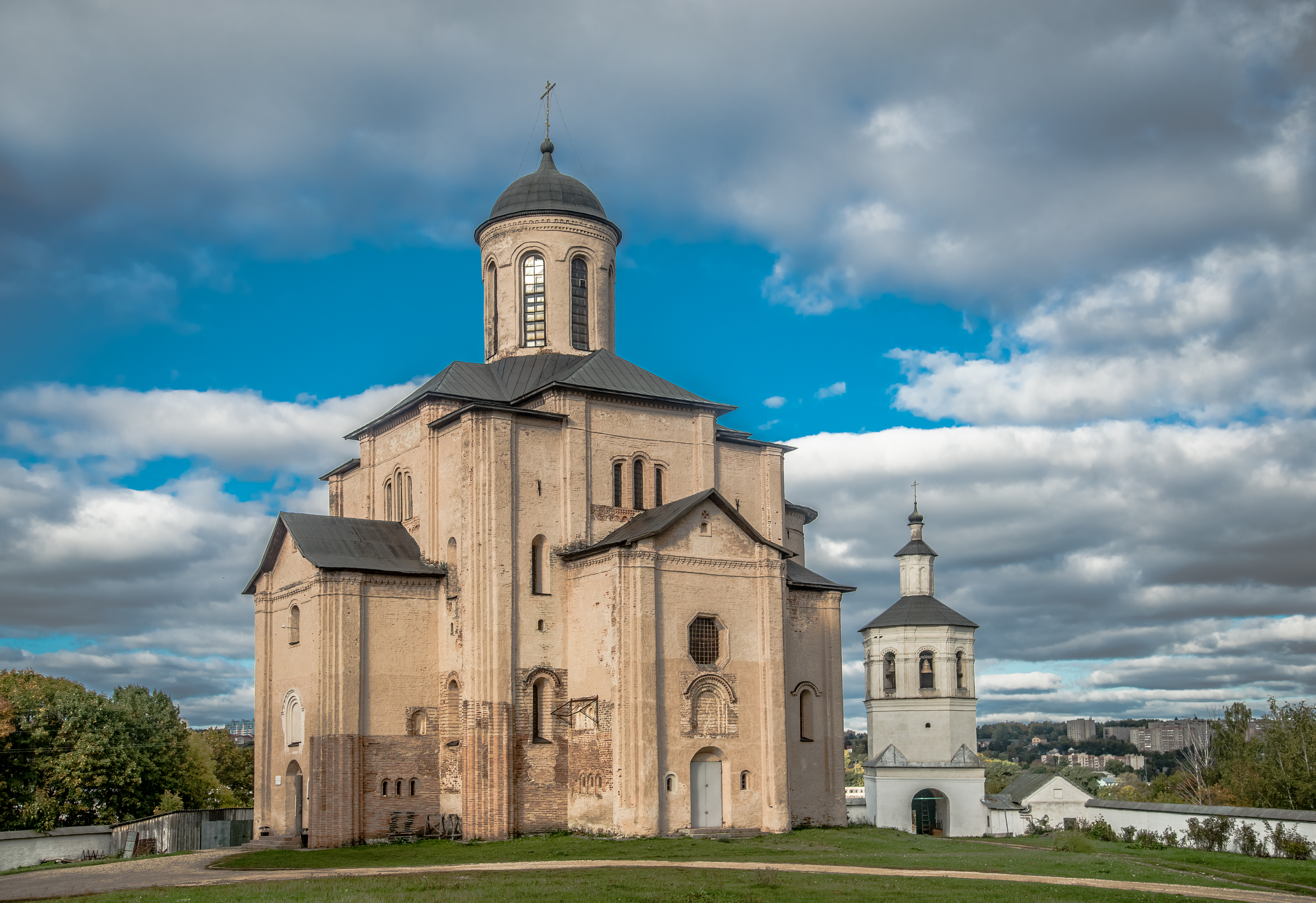
Église Saint-Michel-Archange

## Caractéristiques
La silhouette pyramidale est obtenue à partir d'une articulation autour d'un axe central. Les façades hautes sont composées de trois parties, les parties latérales étant moins élevées. Les absides latérales rectangulaires et l'abside centrale semi-circulaire ainsi que les dosserets en faisceaux sont des caractéristiques de l'école de Smolensk. Le tambour de la coupole est surélevé et enserré dans de faux arcs de voûte.
L'abside centrale est bien dégagée et les chapelles latérales, plus basses, accentuent l'effet d'élancement et de hauteur. Ces chapelles agrandissent l'espace intérieur et offrent à l'étage un espace pour le prince pour pallier l'absence de tribunes. Les décors extérieurs sont caractérisés par des frises d'arcature et des niches. Les chroniques russes ont rendu hommage au prince David Rostislavitch pour la beauté de cette construction, qui a inspiré d'autres architectes dans d'autres principautés. L'église Sainte-Parascève-Vendredi-au-Marché à Veliki Novgorod par exemple, présente, en dimension plus réduite, des caractéristiques similaires à Saint-Michel-Archange.
Le clocher-carillon, voisin de l'église, date de 1775-1785.
L'invasion tataro-mongole dans les années 1230-1240 a mis un terme à l'essor de Smolensk dans le domaine architectural.

## Affectation
Désaffectée au début du XXe siècle, l'église a été rouverte au culte en 1991 après avoir été rendue à l'église orthodoxe russe (éparchie de Smolensk). Le métropolite Cyrille l'a consacrée le 21 novembre 1999.